# Église Sant'Anna al Laterano
L'église Sant'Anna al Laterano (en français : église Saint-Anne-du-Latran) est une église romaine située dans le rione de Monti sur la via Merulana.

## Historique
L'église fut construite au XIXe siècle et consacrée en 1885, puis totalement reconstruite en 1927. Elle appartient à la congrégation des Filles de Sainte Anne dont elle héberge leur maison généralice et abrite la tombe d'Anne-Rose Gattorno, la fondatrice, morte le 6 mai 1900.

## Architecture
La façade de style néorenaissance se compose d'un portail unique et d'une petite rosace. L'église est surmontée d'un imposant campanile. L'intérieur est constitué d'une nef unique et d'une imposante verrière en forme de croix rétro-illuminée qui a remplacé des peintures al fresco du XVIIIe siècle de la Coronazione di Maria santissima.

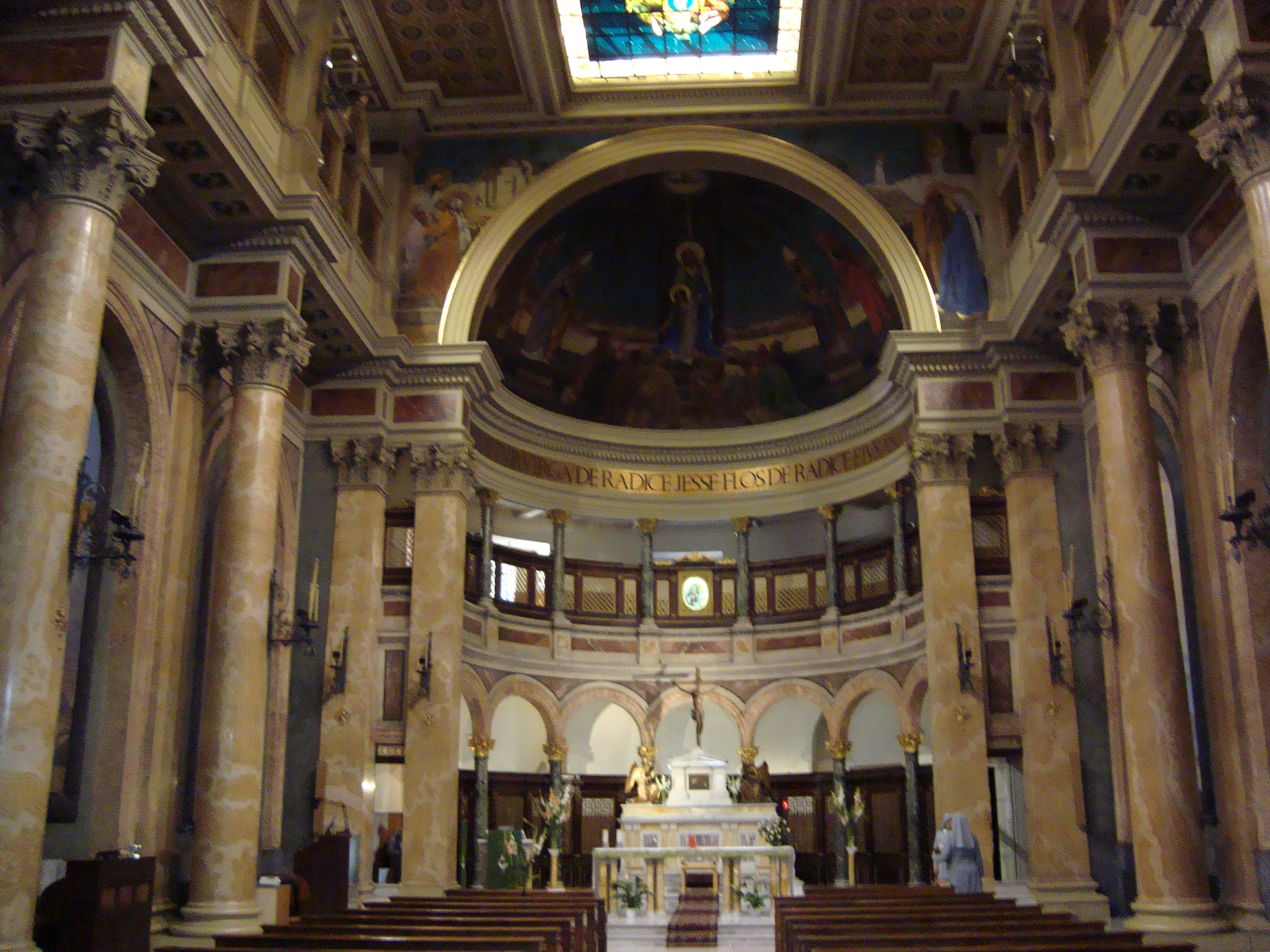
la nef
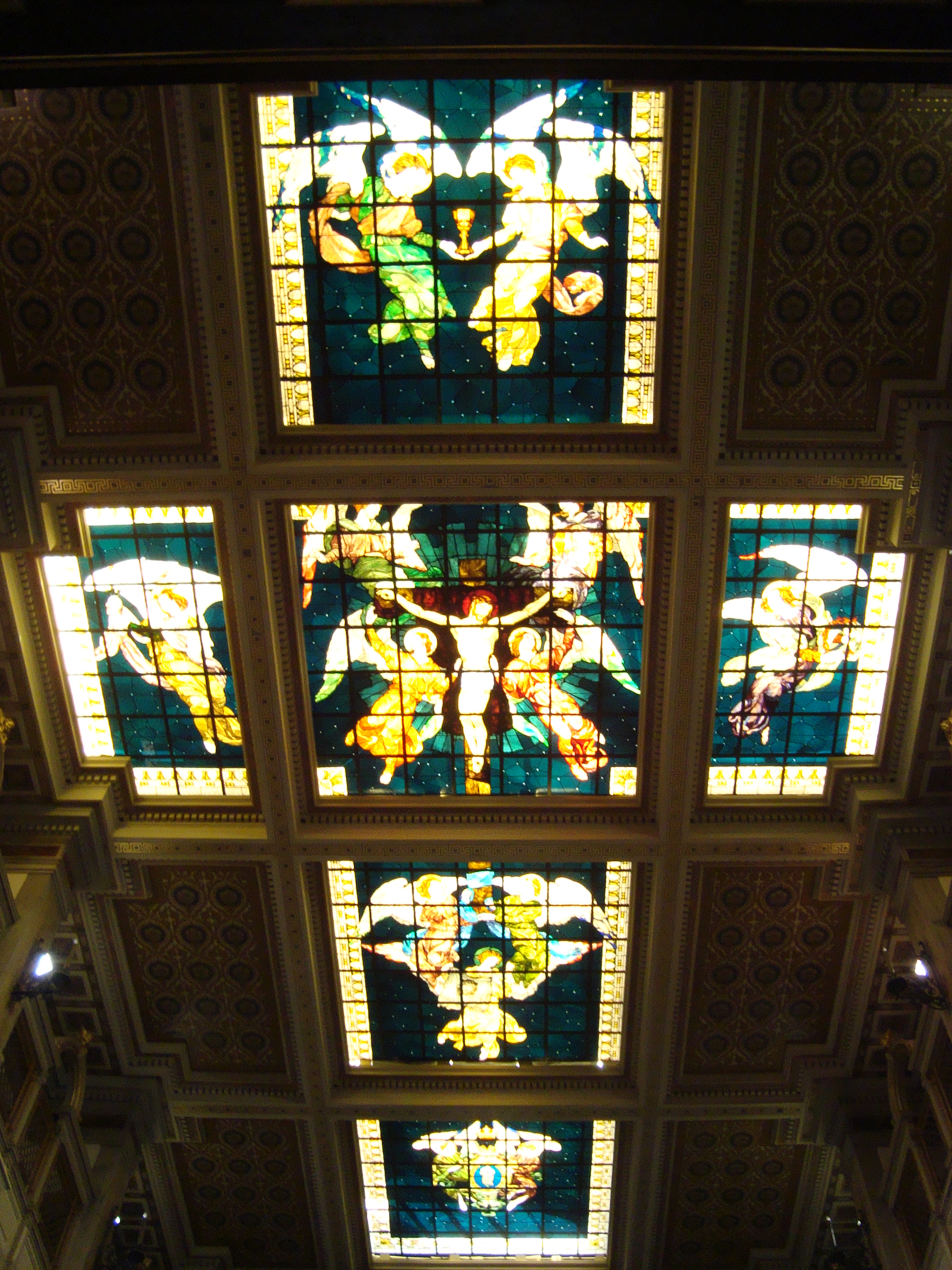
les vitraux du plafond de la nef
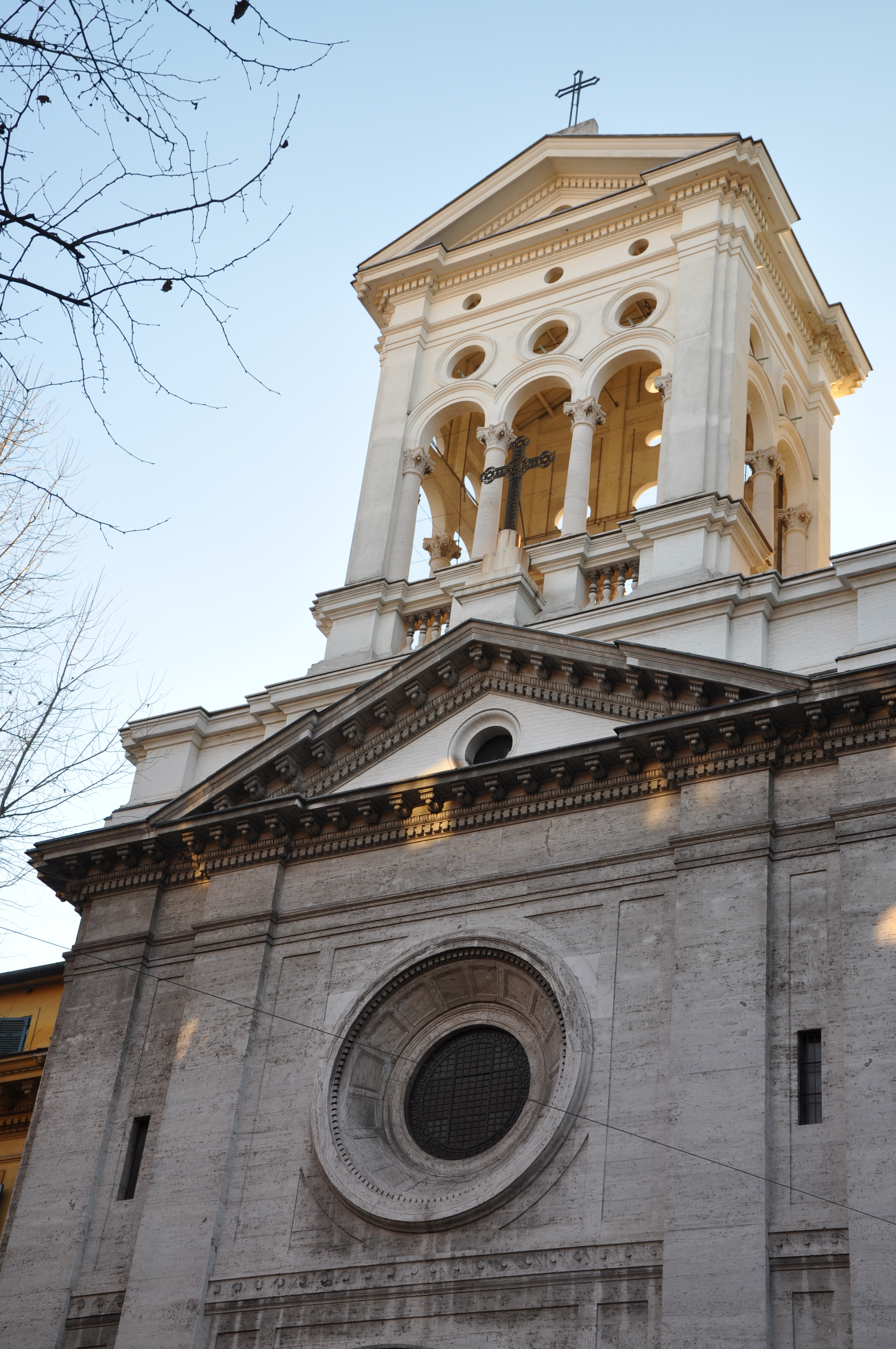
Détail de la façade

## Sources et références
- (it) Cet article est partiellement ou en totalité issu de l’article de Wikipédia en italien intitulé « Chiesa Sant'Anna al Laterano » (voir la liste des auteurs).